# Uniwersytet Columbia
Uniwersytet Columbia (ang. Columbia University, łac. Universitas Columbiae) – uniwersytet amerykański z siedzibą w Nowym Jorku, należący do tzw. Ligi Bluszczowej (Ivy League). Jest instytucją prywatną. Kampus uniwersytecki leży w samym centrum miasta, w dzielnicy Manhattan.

## Historia
Został założony królewskim aktem fundacyjnym z dnia 31 października 1754 jako King’s College. W 1794 na fali entuzjazmu z uzyskanej niepodległości uczelnię przemianowano na cześć Krzysztofa Kolumba na Columbia College. W 1896 rada powiernicza zatwierdziła do użytku obecną nazwę Columbia University.
Uczelnia oferuje wielostopniowy system studiów. Posiada m.in. duże zbiory biblioteczne – Columbia University Libraries  (ponad 10 mln woluminów) oraz własne wydawnictwo – Columbia University Press. W 2014 roku została utworzona katedra studiów polskich. Do lat 50. XX wieku istniała na Uniwersytecie m.in. katedra literatury polskiej im. Adama Mickiewicza, której jednym z kierowników był polski historyk literatury Manfred Kridl.
Uniwersytet dzieli się na dwadzieścia szkół i pracuje w partnerstwie z innymi instytucjami, takimi jak Teachers College, Barnard College oraz Union Theological Seminary.
Columbia zarządza Nagrodą Pulitzera i może pochwalić się faktem, iż aż 101 laureatów Nagrody Nobla było z nią związanych.
W ramach uniwersytetu działa Columbia Business School (CBS) – Szkoła Biznesu Columbia.

## Galeria

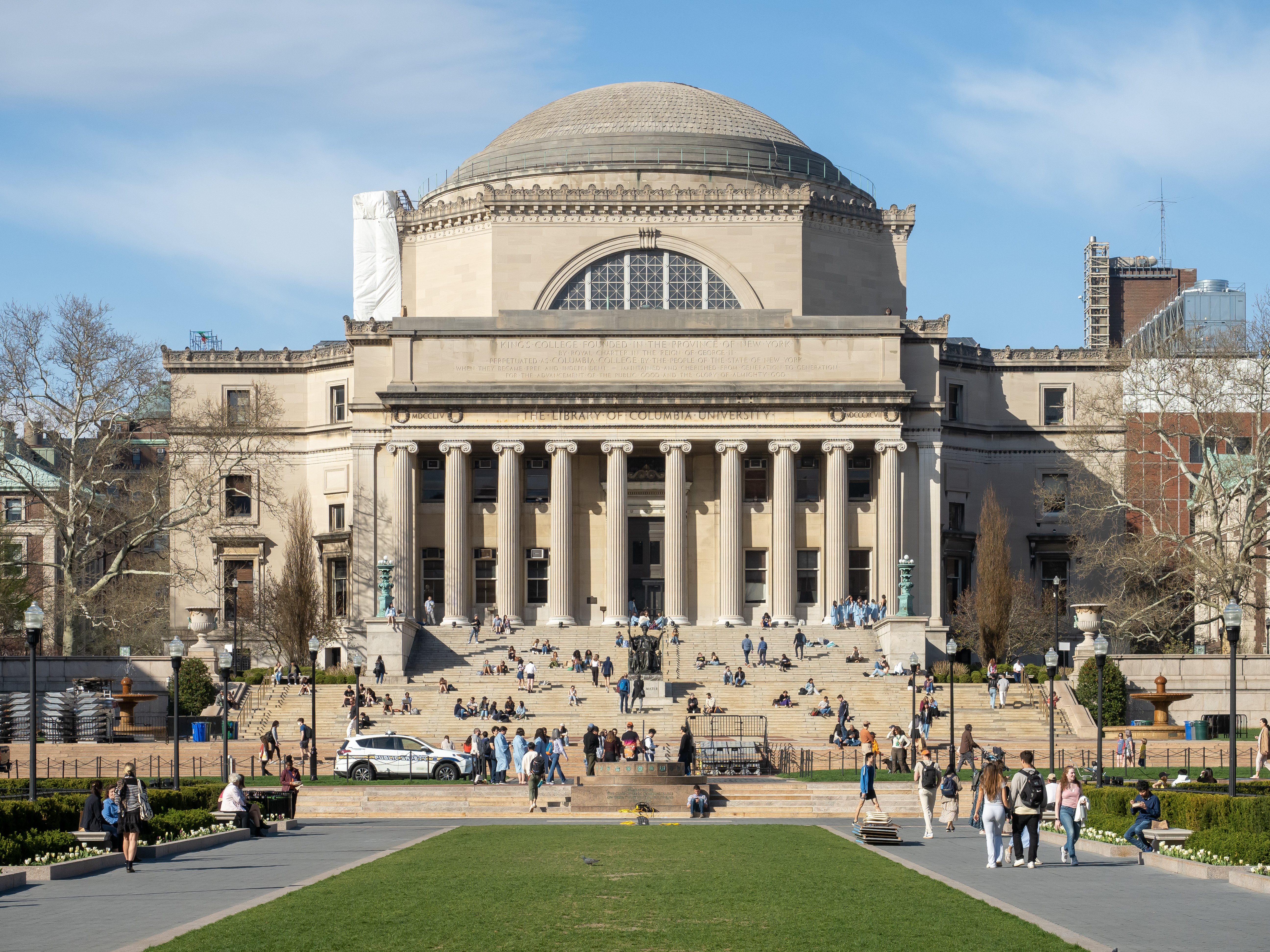
Budynek Low Memorial Library(inne języki)
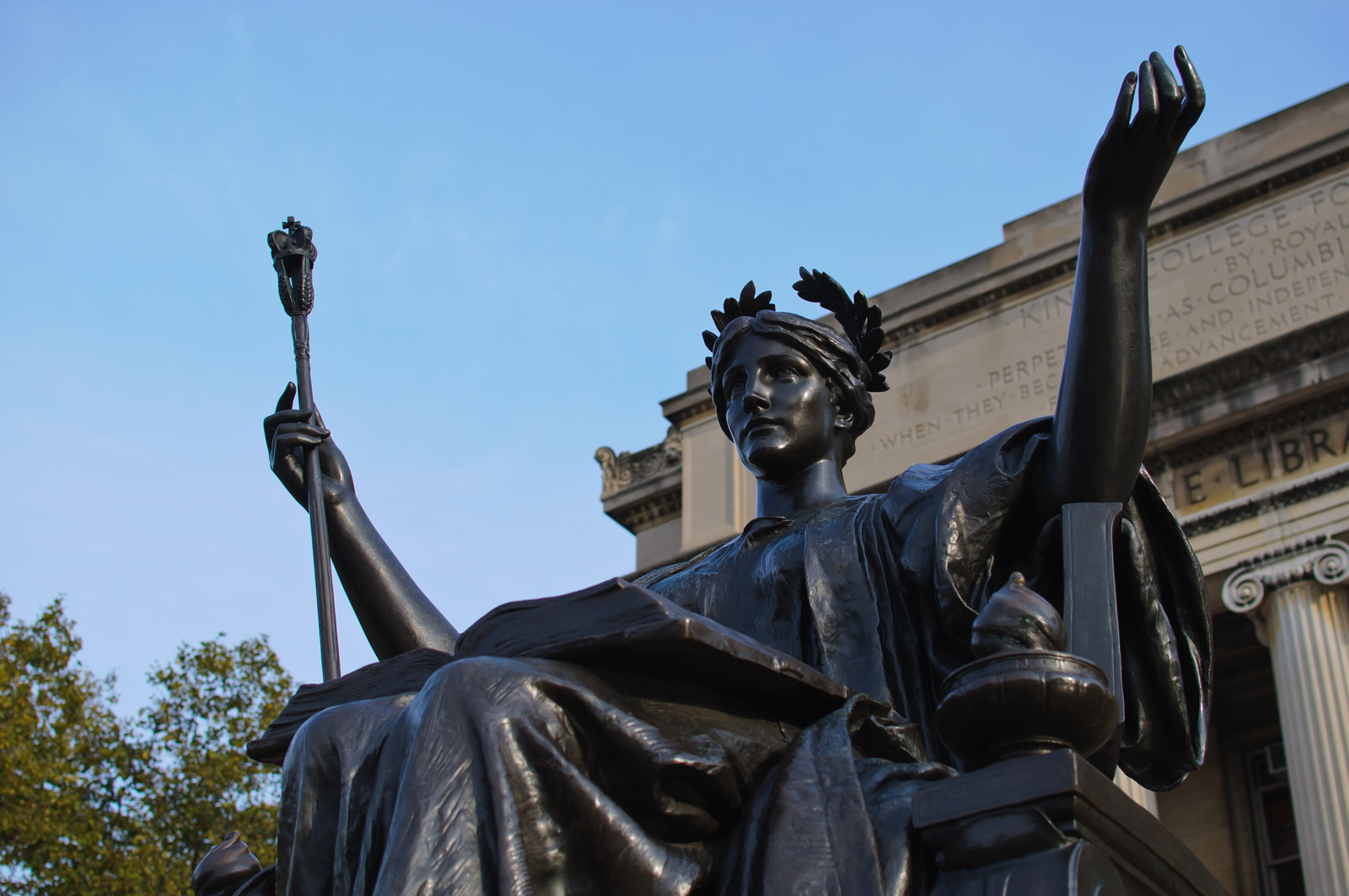
Rzeźba Alma Mater(inne języki) znajdujący się przed budynkiem Low Memorial Library
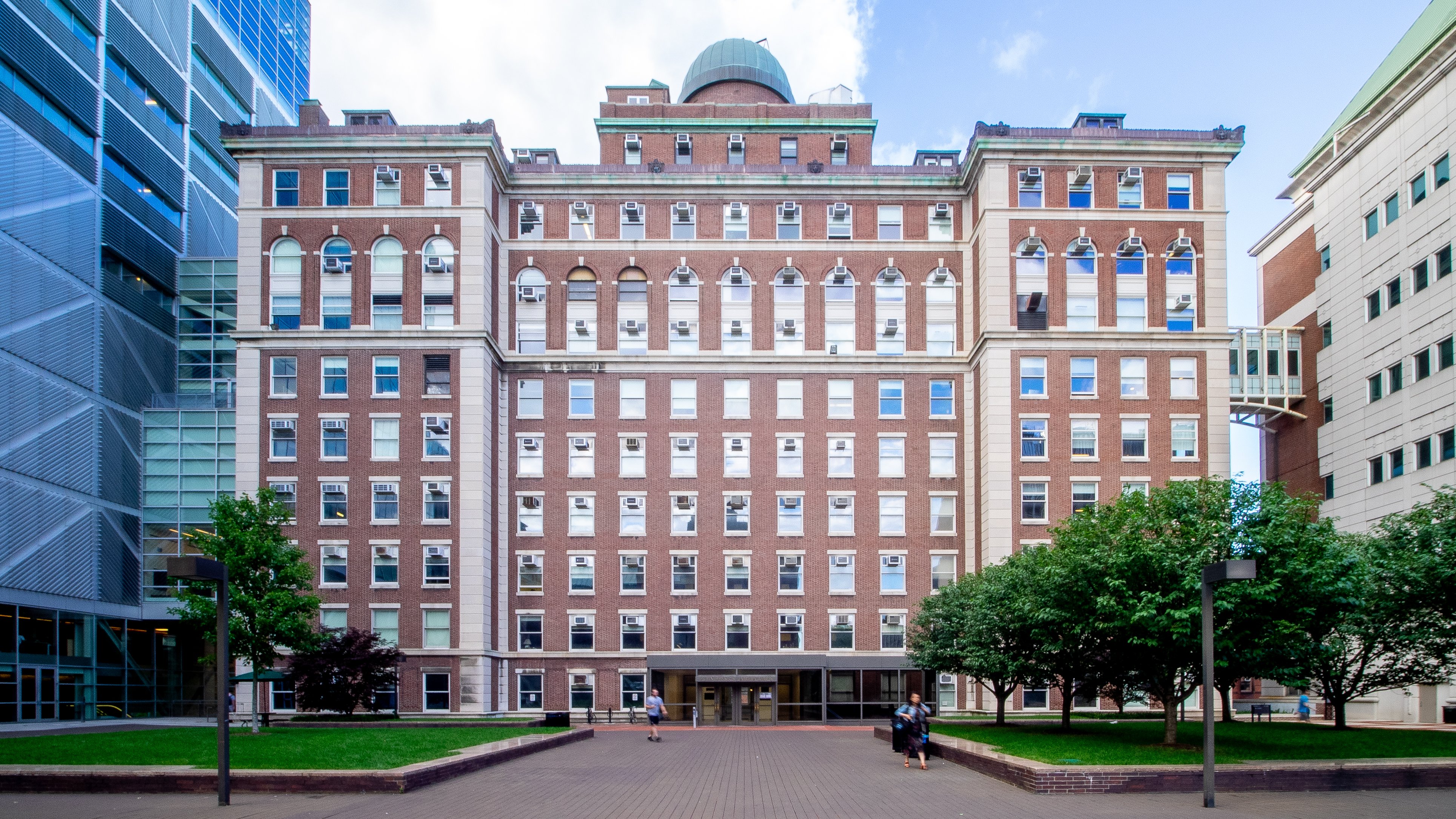
Pupin Hall, w której znajduje się wydział fizyki
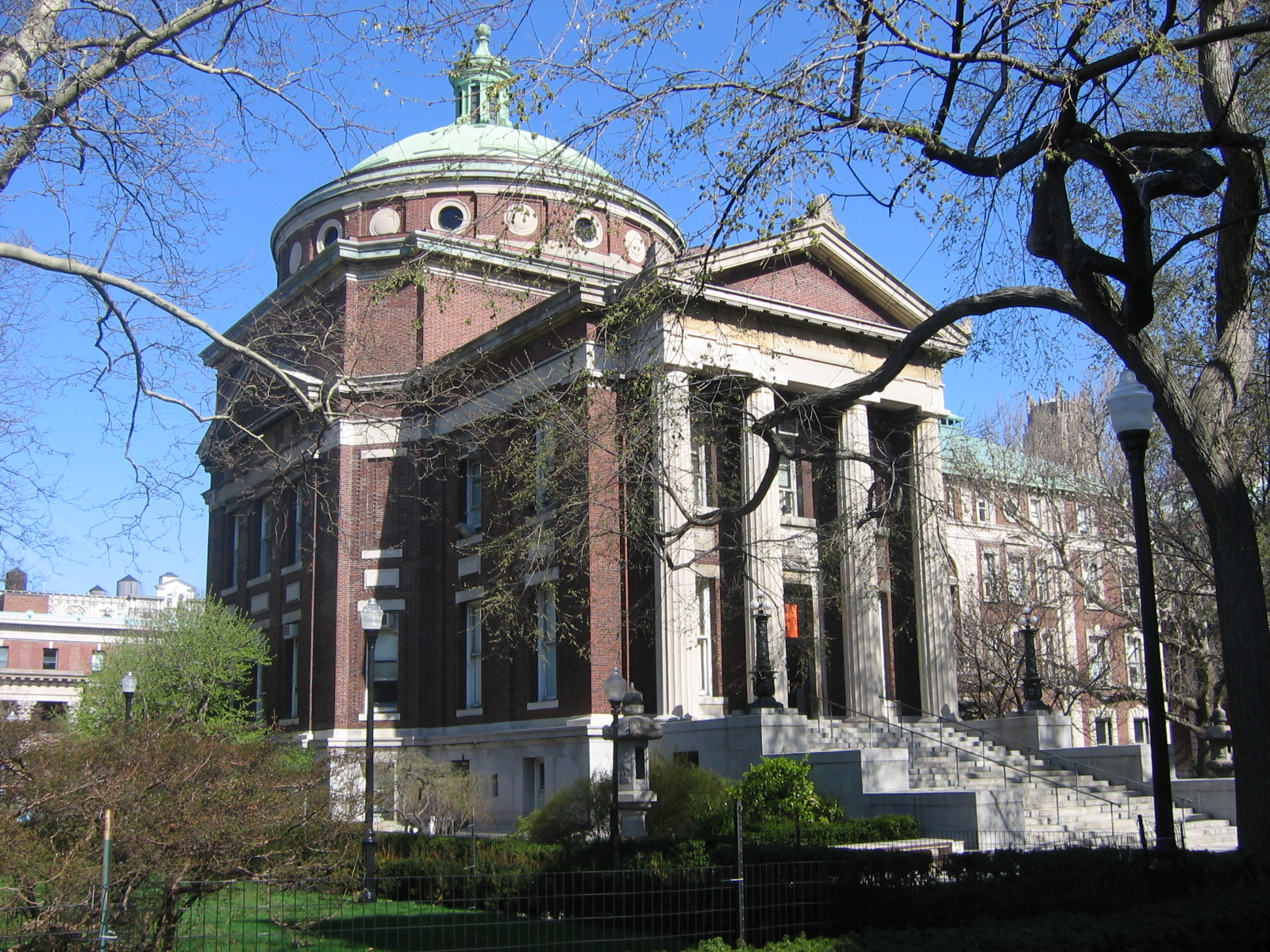
Budynek Earl Hall